# Walter Soubrié
Walter Soubrié fue un actor de  cine, teatro y televisión argentino que nació  en Arrecifes, Provincia de Buenos Aires, Argentina, el 4 de enero de 1925 y falleció en Argentina en octubre de 2002 tras una extensa carrera artística durante la que encarnó los personajes más dispares.
En esos cafés donde se reunían toda clase de artistas paseó su figura alta, con su severidad indumentaria, su incipiente calvicie, la máscara brechtiana de su rostro y una actitud de austeridad rayana en el ascetismo; todo ello combinado con el aire intelectual y charlas en las que intercalaba anécdotas con bromas y rotundos pensamientos políticos, pues era comunista sin concesiones. 

## Carrera artística
Se mudó muy joven a Buenos Aires para dedicarse a la actuación. En una época de florecimiento del teatro independiente se vinculó con tres de ellos: La Máscara, Fray Mocho y Nuevo Teatro, para actuar desde 1956 en el teatro IFT. Se recuerdan de ese período inicial sus actuaciones en Los bajos fondos, de Máximo Gorki, dirigido en 1951 por Alejandra Boero y Pedro Asquini; El amor al prójimo, de Leónidas Andreiev, al año siguiente y El centroforward murió al amanecer, de Agustín Cuzzani con puesta de Ricardo Passano. 
Otros de los muchos y variados papeles que cumplió fueron en El momento de su vida, de William Saroyan; El diario de Ana Frank, dirigido por Oscar Fessler; El carro eternidad, de Andrés Lizarraga, y Sopa de pollo , de Arnold Wesker. El director Manuel Iedvabni le confió un personaje en aquella mítica puesta de La resistible ascensión de Arturo Ui con la que se inauguró el Teatro del Centro en 1968, También intervino en Teatro Abierto de 1982.
En cine debutó en 1960 dirigido por Leopoldo Torre Nilsson en Un guapo del 900, y luego lo convocó nuevamente para Martín Fierro  (1968), El Santo de la espada (1970) y Piedra libre (1976). Su último filme fue Lola Mora (1996).
También dirigió teatro luciéndose con su puesta de La depresión, de Julio Mauricio. En televisión trabajó en los ciclos Cosa juzgada, Las grandes novelas, Más allá del horizonte, La banda del Golden Rocket y Perla negra.
Falleció en Argentina en octubre de 2002.

## Premios
Por su actuación en Sopa de pollo recibió el Premio Gregorio de Laferrére. En 1968 fue galardonado con el Premio Talía como mejor actor de reparto por su trabajo en La resistible ascensión de Arturo Ui y en 1998, con el Premio Podestá. 

## Teatro
- Romance de lobos
- Galileo Galilei
- Plaza hay una sola
- El círculo de tiza caucasiano
- El discípulo del diablo
- La mar estaba serena

## Filmografía
- Lola Mora (1996)
- Sin opción (1994) …Padre de Marina
- El lado oscuro del corazón (1992) …Vendedor
- Dios los cría (1991)
- Chiquilines (1991)
- Yo, la peor de todas (1990)
- Ojos azules (1989) dir. Reinhard Hauff…Sr. Garaguso
- El camino del sur (1988) …Secuaz 2 de Máximo
- La pandilla aventurera (1987)
- Las esclavas (1987) …Jefe de estación
- Vilkolakio pedsakai  dir. Alimantas Grikiavicius (1987) (Unión Soviética)
- El búho (1983)
- Los enemigos (1983)…Gerente funeraria
- La casa de las siete tumbas (1982)… Ruperto
- El hombre del subsuelo (1981)
- Piedra libre (1976) …Tordo
- La casa de las sombras (no estrenada comercialmente - 1976)
- La guerra del cerdo (1975)
- Yo maté a Facundo (1975)
- La Patagonia rebelde (1974)
- Operación Guante Verde (no estrenada comercialmente - 1974)
- Los traidores (no estrenada comercialmente) (1973) …Rivero
- Argentino hasta la muerte (1971)
- La fidelidad (1970)
- El Santo de la espada (1970)
- Martín Fierro  (1968) …1° Comandante
- El destino (1971)
- Un guapo del 900 (1960)

## Televisión
- Mi nombre es Coraje (1988) Serie
- El pulpo negro (1985)  Miniserie .... Sr. Gadé, crítico teatral
- Un latido distinto (1981) Serie